# Danacaea pallipes
Danacaea pallipes är en skalbaggsart som först beskrevs av Georg Wolfgang Franz Panzer 1793.  Danacaea pallipes ingår i släktet Danacaea, och familjen borstbaggar. Enligt den svenska rödlistan är arten nationellt utdöd i Sverige. . Arten har tidigare förekommit i Götaland men är numera lokalt utdöd. Artens livsmiljö är skogslandskap, jordbrukslandskap.